# الدوري التركي الممتاز 1961-62
الدوري التركي الممتاز 1961-62 (بالتركية: 1961-62 Millî Lig)‏ هو الموسم 4 من الدوري التركي الممتاز. أشرف على تنظيمه اتحاد تركيا لكرة القدم، وكان عدد الأندية المشاركة فيه 20، وفاز فيه غلطة سراي.